# Ausonia (Córdoba)
Ausonia è una località dell'Argentina nella provincia di Córdoba. Situata nella parte centrale della provincia,  e si trova sulla Strada Provinciale 4 , a 167 km dalla città di Cordova, conta circa 1 046 abitanti (2010).
La principale attività economica è l'agricoltura, le cui colture principali sono la soia e il mais, e l'allevamento. Anche la produzione e il commercio di prodotti lattiero-caseari sono rilevanti per l'economia locale.
La festa si celebra il 30 agosto in onore di Santa Rosa da Lima

## Storia
La città prese il nome dalla stazione ferroviaria costruita e progettata dall'ingegnere italiano di origine toscana Giovanni Pelleschi.